# دومينغو كيسما غونزاليز
دومينغو كيسما غونزاليز (بالإسبانية: Domingo Cisma)‏ (مواليد 9 فبراير 1982 في إشبيلية - إسبانيا) لاعب كرة قدم إسباني يلعب حاليا لصالح نادي الدرجة الأولى ألمرية الإسباني منذ 2005 في مركز الظهير الأيسر .

## روابط خارجية
- دومينغو كيسما غونزاليز على موقع قاعدة بيانات كرة القدم.إي يو (الإنجليزية)
- دومينغو كيسما غونزاليز على موقع Soccerbase.com (لاعب) (الإنجليزية)
- دومينغو كيسما غونزاليز على موقع Soccerway.com (الإنجليزية)
- دومينغو كيسما غونزاليز على موقع عالم كرة القدم.نت (الإنجليزية)
- دومينغو كيسما غونزاليز على موقع AS.com (الإسبانية)